# Ryōsuke Irie

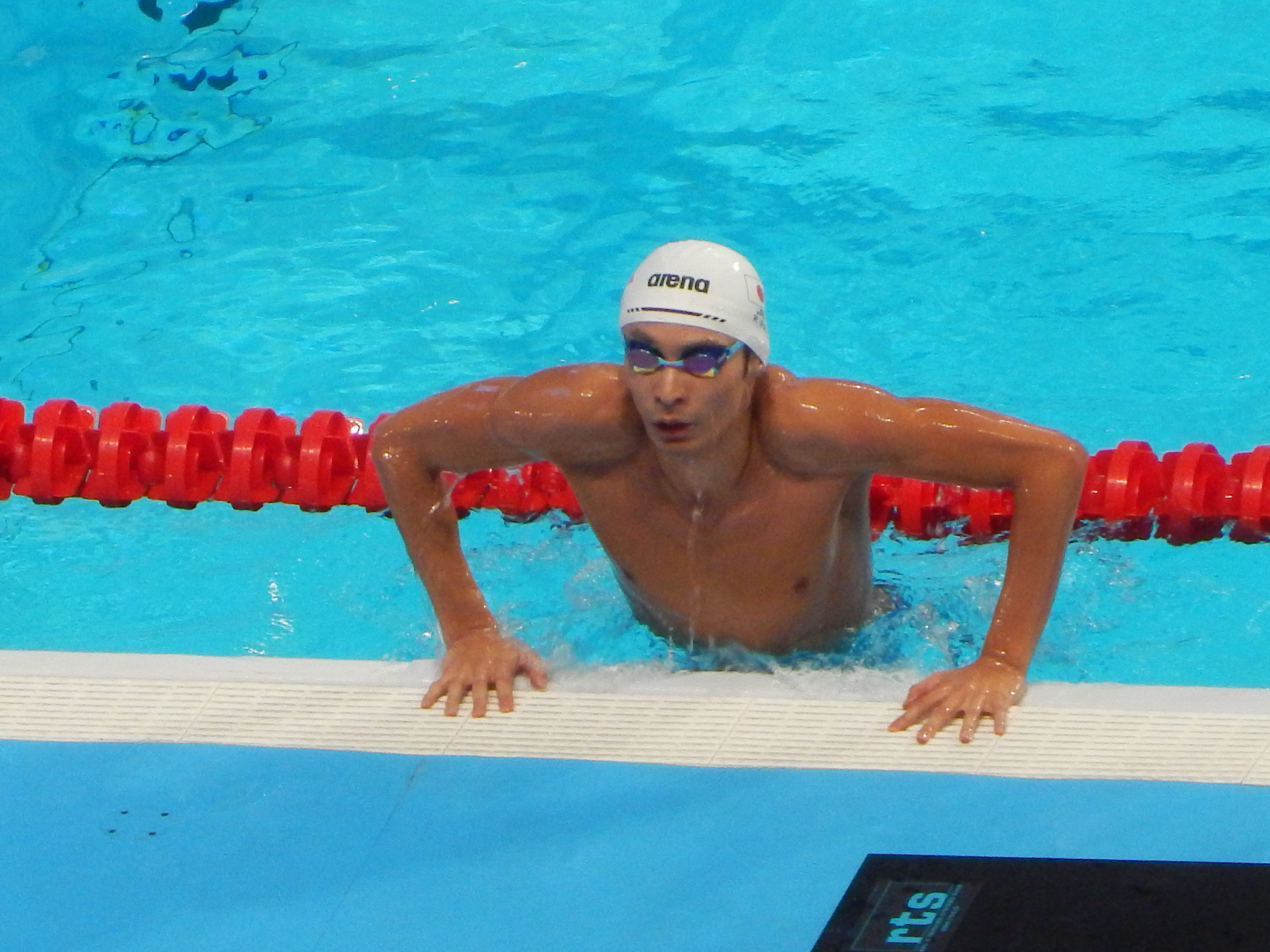
Ryōsuke Irie bei der WM 2015

Ryōsuke Irie (jap.　入江 陵介, Irie Ryōsuke; * 24. Januar 1990 in Ōsaka) ist ein japanischer Schwimmer.

## Werdegang
Der heutige Student (2012) der Kinki-Universität begann seine Schwimmkarriere während der Mittelschulzeit. 2005 gewann er die Nationale Oberschulmeisterschaft über 200 m Rücken. Im folgenden Jahr konnte er die Bestzeit für Oberschüler über diese Strecke unterbieten. Während eines Wettbewerbs in Canberra in Australien schwamm er die 200 m Rücken in 1:52,86 und markierte damit einen neuen japanischen Rekord. Obgleich er mit diesem Rekord auch den Weltrekord von Ryan Lochte (aufgestellt bei den Olympischen Spielen in Peking) um 1,08 Sekunden unterboten hatte, erkannte die Fédération Internationale de Natation ihn nicht an, da er eine nicht genehmigte Schwimmhose getragen habe.
Bei den Olympischen Spielen 2012 in London gewann Irie drei Medaillen: Über 100 Meter Rücken war er Dritter in 52,97 Sekunden, über 200 Meter Rücken war er Zweiter in 1:53,78 Minuten und mit der japanischen Lagenstaffel gewann er die Silbermedaille. Bei den 2023 ausgetragenen Asienspielen 2022 in Hangzhou gewann er zwei Silber- und zwei Bronzemedaillen.

## Persönliche Bestleistungen

### Langbahn
- 50 m Rücken: 24,96 s (18. April 2009)
- 100 m Rücken: 52,24 s, asiatischer Rekord (5. September 2009)
- 200 m Rücken: 1:52,51 s, asiatischer Rekord (31. Juli 2009)

### Kurzbahn
- 100 m Rücken: 51,31 s (22. Februar 2009)
- 200 m Rücken: 1:49,92 s, asiatischer Rekord (21. Februar 2009)